# 普济站
普济站是位于四川省广元市旺苍县普济镇的一个铁路车站，邮政编码628207。车站建于1981年，有广巴铁路经过该站，现办理客货运业务。车站距离广元南站83公里，隶属成都铁路局，是四等站。至2007年成都铁路局曾开行宝成线经由的成都至普济的7402/7403次普客列车。